# Anton Točík
Anton Točík (Karásznó, 1918. január 28. – 1994. június 15.) szlovák régész, a Szlovák Tudományos Akadémia Régészeti Intézetének első igazgatója, a második világháború utáni szlovákiai régészet kiemelkedő szervező alakja.

## Élete
Pozsonyban és 1940-1943 között Humboldt ösztöndíjjal Lipcsében tanult. 1944-ben Pozsonyban végzett, majd a trencséni gimnáziumban tanított. 1945-1948 között a pozsonyi műemlékvédelmi hivatal elődjében dolgozott. 1947 őszén részt vett az aranyosmaróti járási múzeum létrehozásában. 1948-tól a turócszentmártoni Régészeti Intézetben helyezkedett el, majd 1950-ben a nyitrai részleg (1953-tól a mai intézet) vezetésével bízták meg. 1960 kandidátusi, 1965-ben Brünnben docensi, 1969-ben doktori fokozatot szerzett. 1953-1970 között a nyitrai Régészeti Intézet igazgatója. A pozsonyi Comenius Egyetem és Brünni Egyetem előadója. 1958-ban speciálisan az eneolitikum és kora bronzkor időszakával foglalkozó konferenciát szervezett Nyitrán. Jozef Poulíkkal közösen szervezte a Veľká Morava című nagyszabású kiállítást. Az 1966-os prágai UISPP szervezésében is részt vállalt.
A Német Régészeti Intézet és a Belga Királyi Tudós Társaság tagja, az UNESCO melletti UISPP VII. kongresszusának alelnöke, a Szláv Régészet Nemzetközi Uniójának titkára volt. A Slovenská archeológiát több éven át szerkesztette.
Tervásatásokat eszközölt több kora- és középbronzkori erődített településen, mely korral elsődlegesen foglalkozott. Nem elhanyagolható azonban a kora középkor kutatásában tett munkássága sem, mivel több avar- és honfoglalás kori temető anyagát is leközölte. A Nagysurány-kisváradi tervásatás tudományos szempontból jelentősen hozzájárult Közép-Európa őskorának jobb megismeréséhez.
A nyitrai öreg temetőben nyugszik.

## Művei
- 1950 Výskum v Prši na Slovensku. Archeologické rozhledy II/3-4, 159-174, 283-284, 290. (tsz. J. Drenko)
- 1951 Nové keltské nálezy zo Slovenska. Archeologické rozhledy III/2-3, 151-152, 156-158, 169-171, 278, 286-287.
- 1951 Výskum v Čake na Slovensku. Archeologické rozhledy III/2-3, 158-160, 171-173, 278, 287.
- 1951 Výskum v Nitre. Archeologické rozhledy III/2-3, 178-181, 195-196, 279, 288. (tsz. Pavol Čaplovič)
- 1951 Zisťovací výskum v Bešeňove na Slovensku. Archeologické rozhledy III/4, 306-307, 313-314, 381-382, 387.
- 1952 Zisťovacie výskumy v St. Tekove na Slovensku. Archeologické rozhledy IV/1, 35-37, 46-47, 90, 94.
- 1955 Nové výskumy na pobrebištiach z X. a XI. st. na Slovensku. Archeologické rozhledy VII/4, 489-494, 497-501, 560-561, 565-566.
- 1959 K otázke osídlenia juhozápadného Slovenska na zlome letopočtu. Archeologické rozhledy XI/6, 841-848, 854-856, 857-874.
- 1960 Radové pohrebisko devínskeho typu v Mlynárciach pri Nitre. Slovenská archeológia VIII/1
- 1961 Keramika zdobená brázdeným vpichom na Juhozápadnom Slovensku. Památky archeologické, 321-344.
- 1962 Nové nálezy z doby sťahovania národov na juhozápadnom Slovensku. Študijné zvesti 9
- 1963 Pohrebisko a sídlisko z doby avarskej ríše v Prši. Slovenská archeológia XI-1, 121-198.
- 1963 Súčasný stav archeologického bádania najstarších dejín slovenského národa. Archeologické rozhledy XV/5, 591-624.
- 1963 Die Nitra-Gruppe. Archeologické rozhledy XV/6, 716-774.
- 1964 Opevnená osada z doby bronzovej vo Veselom. Bratislava
- 1964 Die Gräberfelder der karpatenländischen Hügelgräberkultur. Pragae
- 1964 Neolitická jama vo Výčapoch-Opatovciach. Památky archeologické 55, 246-278. (tsz. Ján Lichardus)
- 1965 Slovania na strednom Dunaji v 5.-8. stor. In: Peter Ratkoš (ed.): O počiatkoch slovenských dejín
- 1966 Staršia fáza slovensko-moravskej maľovanej keramiky na juhozápadnom Slovensku. Památky archeologické 57, 1-90 (tsz. J. Lichardus)
- 1968 Slawisch-awarisches Gräberfeld in Holiare. Bratislava
- 1968 Slawisch-awarisches Gräberfeld in Štúrovo. Bratislava
- 1968 Altmagyarische Gräberfelder in Südwestslowakei. Bratislava
- 1970 Slovensko v mladšej dobe kamennej
- 1970 Pohrebný rítus na včasnostredovekých pohrebiskách v Holiaroch a Štúrove. Slovenská archeológia XVIII-1, 29-56.
- 1980 Výčapy-Opatovce a ďalšie pohrebiská zo staršej doby bronzovej na juhozápadnom Slovensku. Nitra
- 1981 Nitriansky Hrádok-Zámeček I-II. Nitra
- 1981 Malé Kosihy – osada zo staršej doby bronzovej. Nitra
- 1981 Rozbor materiálov z výroby železa v kováčsko-hutníckej osade v Komjaticiach. Archeologické rozhledy XXXIII/5, 557-561, 599-600.
- 1984 Jazdecký hrob 94/1967 z doby avarskej ríše v Košiciach, časť Šebastovce. In: Studeníková, E. – Zachar, L. (Zost.): Zborník prác Ľudmile Kraskovskej. Bratislava, 172-195. (tsz. Vojtech Budinský-Krička)
- 1991 Šebastovce – Gräberfeld aus der Zeit des awarischen Reiches. Nitra. (tsz. Vojtech Budinský-Krička)
- 1992 Materiály k dejinám južného Slovenska v 7.-14. storočí. Študijné Zvesti 28, 5-250.

## Emlékezete
- Točík-érem
- Nyitrán utca van róla elnevezve[4]
- 2018 Anton Točík legenda slovenskej archeológie. Tanulmánykötet.